# Dieudonné Thiébault
Dieudonné Thiébault, né à La Roche le 26 décembre 1733 et mort à Versailles le 5 décembre 1807, est un homme de lettres français.

## Biographie
Thiébault fut élevé par les jésuites qui, frappés de sa vive intelligence, le pressèrent d’entrer dans leur ordre, ce qu’il fit, sans recevoir toutefois la prêtrise. Thiébault professa d’abord les humanités dans divers collèges de sa compagnie, se livra en même temps à des travaux littéraires et écrivit des poésies françaises et latines.
En 1762, il quitta l’habit de jésuite et se mit à étudier le droit. Mais, s’étant rendu quelque temps après à Paris, il résolut de suivre la carrière des lettres. Il entra en relation avec les hommes les plus distingués du parti philosophique, commença à se faire connaître par quelques ouvrages écrits avec une extrême facilité et obtint, en 1765, sur la recommandation de D’Alembert et de d’Olivet, la chaire de grammaire générale à l’École militaire de Berlin.
Parfaitement accueilli par Frédéric Il, il gagna bientôt entièrement la confiance du roi, devint le lecteur de tout ce que ce prince envoyait à l’Académie des sciences de Berlin, le correcteur d’un grand nombre de ses ouvrages et l’éditeur de presque tout ce qu’il faisait imprimer. Pendant vingt ans, Thiébault vécut dans l’intimité de ce souverain qui lui avait donné une pension et une place à l’Académie.
Toutefois, en 1784, il retourna en France et s’y fixa, C’est alors qu’il rédigea deux projets, l’un sur la formation d’une compagnie d’assurance contre l’incendie, l’autre sur la réorganisation de la librairie. Le premier de ces projets, qui devait être réalisé plus tard, fut repoussé alors comme inexécutable ; le second, au contraire, plut tellement à Vidaud de La Tour, directeur de la librairie, que celui-ci le nomma chef de ses bureaux (1785), place à laquelle il joignit ensuite celle de garde des archives et inventaires du Garde-Meuble de la Couronne.
Lors de la convocation des états généraux, Thiébault reçut le privilège de créer l’unique journal qui serait autorisé à parler des travaux de ces assemblées, et fut chargé, au commencement de la Révolution, de la direction de la librairie.
Peu après, il perdit les diverses fonctions qu’il occupait ; mais, comme il était très favorable aux idées nouvelles, il devint successivement inspecteur des rôles à Épinal, commissaire pour la réunion du Tournaisis à la France, directeur d’une poste aux chevaux, chef du secrétariat du Directoire (1795) et président de l’École centrale de la rue Saint-Antoine (qui occupait les locaux de l’actuel lycée Charlemagne), où il enseigna la grammaire générale (1799). Enfin, en 1803, il fut nommé proviseur du lycée de Versailles.
Indépendamment des mémoires insérés dans le Recueil de l’Académie de Berlin, d’articles publiés dans le Journal littéraire de cette ville (1772-1776) et dans le Journal de l’instruction publique (1793-1794), on lui doit de nombreux écrits, parmi lesquels on citera :
- Apologie des jeunes ex-jésuites qui ont signé le serment prescrit par arrêt du 6 février 1764, 1764, in-12 ;
- Discours sur la prononciation, Berlin, 1765 ;
- Les adieux du duc de Bourgogne et de l’abbé de Fénelon ou Dialogues sur les différentes formes de gouvernement, 1772, in-12 ;
- Essai synthétique sur l’origine et la formation des langues, 1774, in-8° ;
- De l’enseignement dans les écoles centrales, 1796, in-8° ;
- Traité de l’esprit public, 1798, in-8° ;
- Traité du style, un des meilleurs ouvrages de l’auteur, publié en 1774 sous le titre d’Essai sur le style ;
- Grammaire philosophique, 1802, 2 vol. in-8° ;
- Principes de lecture et de prononciation, 1802, in-8° ;
- Mes souvenirs de vingt ans de séjour à Berlin, Paris, 1804, .5 vol. in-8°, recueil plein de faits curieux.

Son fils fut le général d’Empire Paul Thiébault.
Il meurt à Versailles le 5 décembre 1807. Son corps est transféré le 22 juillet 1820, par son fils Paul à Paris, au cimetière du Père-Lachaise ou ils reposent (39e division).